# Siccia subcinerea
Siccia subcinerea là một loài bướm đêm thuộc phân họ Arctiinae, họ Erebidae.